# Quaranta-vuit
El quaranta-vuit és un nombre parell que segueix el quaranta-set i precedeix el quaranta-nou. Segons el sistema de numeració s'escriu 48, XLVIII o 四十八. És un nombre abundant perquè la suma dels seus factors és major que ell mateix.
Ocurrències del 48:
- Dos dies són 48 hores
- El nombre atòmic del cadmi
- El nombre de constel·lacions ptolemaiques
- Buda va estar 48 dies sota un arbre per assolir la il·luminació[1]
- És com es coneix a l'obra de JS Bach El clavecí ben temperat
- Els anys 48, 48 aC i 1948
- El prefix telefònic de Polònia
- L'Estat d'Arizona és el 48è
- La quantitat de cromosomes dels micos